# グランド・セフト・オート
『グランド・セフト・オート』（英名:Grand Theft Auto）は、グランド・セフト・オートシリーズ第1作。BMG Interactive（製作はスコットランドのDMAデザイン社、現在のロックスター・ノース）からアメリカにて、1997年10月21日に、PC向けに発売されたオープンワールド型クライムアクションゲームである。グランド・セフト・オートシリーズの第1作目（メインタイトルでは第1作目、ナンバリングタイトルでは第1作目）。略称は 『GTA1』『GTA』『グラセフ』『グラセフ1』。
キャッチコピーは「感動? 勇気? そんなもん問題じゃないね…」

## 概要
見下ろし型ドライブゲームの形態を持ちながら、ギャング組織のチンピラ（ストリートギャング）がボスに指示をもらい、ミッション（犯罪）を実行するという内容。日本ではPC版とプレイステーション版が発売された。従来にない犯罪的な内容で一部の注目を集めると共に、バイオレンスシーンの表現が、極めて過激ではないかと指摘を受けて、一部の表示内容の修正により発行禁止処分を回避した。
また、細やかなフラグ管理がなされ、ミッション失敗時に状況に応じた小言がボスから言い渡される点や、依頼という体裁を取りながら実はボスが主人公の死ぬところが見たかっただけというミッションや、意味不明なメッセージが送りつけられてくるポケベル（ページャ）など、既存の「お使いゲーム」とは一線を画すスタイルが多い。「ナムアミダブツ」「メッタ殺しタイム」など、日本語版の珍妙な翻訳も数多い。
なお、本作ではバイクにも乗ることができる（以後、搭乗可能なバイクは『VC』まで登場しない）また、これ以降のシリーズと異なり一部の池で主人公についた火を消すことができ、線路に立ち入った場合は感電死（第三軌条方式と思われる）し、一部の遮蔽物を火炎放射器の炎だけが通過する仕様となっている。

## フリーダウンロード
現在ではRockstar Gamesの英語版サイトでこのゲームのオリジナル版（英語表記）がフリーソフトとしてダウンロード可能である。
また、2014年4月23日にはガンホー・オンライン・エンターテイメントを発売元としてゲームアーカイブスで世界初で且つ初のCERO Z指定（そのためクレジットカードでしか購入できない）として、日本語版のダウンロード販売が開始された。
2014年8月12日で当時の発売元であったシスコンエンタテイメントの他のタイトルと共に配信終了している。

## 拡張パック

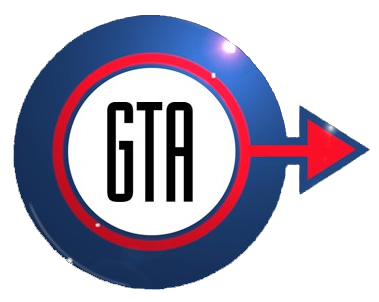
ロンドンシリーズの公式ロゴ

グランド・セフト・オート・ロンドン1969
1999年3月31日に発売された（PlayStation版は4月30日）。
1969年の実在の都市「ロンドン」を舞台としてプレイする。
グランド・セフト・オート・ロンドン1961

## その他
ゲームはリバティーシティ、サンアンドレアス、バイスシティの3つのステージで構成されている（これ以降のシリーズとは形が微妙に違う）。
これらのステージやシステムを根底に、今後のシリーズが構築されていくこととなったのである。